# 拉爾格鄉
46°37′N 24°04′E / 46.62°N 24.07°E
拉爾格鄉（羅馬尼亞語：Comuna Valea Largă, Mureș），是羅馬尼亞的鄉份，位於該國中部，由穆列什縣負責管轄，面積33平方公里，海拔高度305米，2007年人口3,256，人口密度每平方公里100人。